# Hu Yadan
Hu Yadan (胡亞丹S; Zigong, 19 gennaio 1996) è una tuffatrice cinese, specializzata nella piattaforma da 10 metri.

## Palmarès
- Mondiali di nuoto

Shanghai 2011: argento nella piattaforma 10 m.
- Giochi asiatici

Canton 2010: oro nella piattaforma 10 m.
- Vincitrice della Coppa del Mondo della piattaforma 10 m nel 2010